# 尋找咕嚕
《尋找咕嚕》（英語：The Hunt for Gollum）是一部2009年英國愛好者電影，劇情改編自J·R·R·托爾金小說《魔戒》三部曲的附錄。在網際網路上可免費觀看。

## 劇情
灰袍巫師甘道夫與遊俠亞拉岡在布理的旅店相遇，由於當時黑暗魔君索倫正伺機東山再起，甘道夫憂心得知至尊魔戒下落的生物咕嚕可能會被索倫抓去，於是派亞拉岡前去尋找咕嚕。
亞拉岡設計用一個布袋捕獲了咕嚕，並把他送往幽暗密林，沿途中受到戒靈和半獸人的阻截，最終成功將咕嚕帶到幽暗密林。亞拉岡準備去布理與佛羅多·巴金斯會面，而被關在在幽暗密林地牢的咕嚕亦誓言要殺死巴金斯及奪回魔戒。

## 演員
- Adrian Webster 飾 亞拉岡，登丹遊俠，埃西鐸的後裔，也是剛鐸王位繼承人
- Arin Alldridge 飾 Arithir，一名登丹遊俠
- Patrick O'Connor 飾 灰袍巫師甘道夫
- 麗塔·拉姆納尼（英语：Rita Ramnani） 飾 亞玟，精靈公主，愛隆王之女，亞拉岡的愛人
- Gareth Brough 配音 咕嚕，受至尊魔戒扭曲身心的生物

## 製作及發行
該片預算約為3000英鎊，於北威爾斯、艾坪森林和漢普斯特德荒野進行拍攝，有一百六十多名《魔戒》粉絲自願擔任製作人員。美術指導主要依據彼得·傑克森執導的魔戒電影三部曲。
2009年5月，在倫敦科幻電影節上首映，並發布在網際網路上。

## 外部連結
- 官方网站
- 互联网电影数据库（IMDb）上《尋找咕嚕》的资料（英文）